# Abelsorden
Der Abelsorden oder Orden der wahren Aufrichtigkeit und Redlichkeit war eine Gesellschaft nach dem Vorbild der Freimaurer in Greifswald, deren Mitglieder sich Abeliten oder Abels-Nachfolger nannten und sich verpflichteten, in Redlichkeit und Aufrichtigkeit Abel, dem Sohn Adams, nachzueifern. Die Gesellschaft eröffnete ihre Logen 1745, hatte aber nur kurzen Bestand.